# Lambula pleuroptycha
Lambula pleuroptycha är en fjärilsart som beskrevs av Turner 1940. Lambula pleuroptycha ingår i släktet Lambula och familjen björnspinnare. Inga underarter finns listade i Catalogue of Life.